# Carlo Cafiero
Carlo Cafiero (Barletta, Apulia, 1 de setembro de 1846 - Nocera Inferiore, 17 de julho de 1892) foi um importante anarquista italiano do grupo de Bakunin durante a Primeira Internacional, influente na segunda metade do século XIX. Dialogou com Karl Marx e Friedrich Engels. A sua filosofia política iniciou-se com o marxismo, aderindo, posteriormente ao anarquismo por conta da influência dos escritos de Bakunin na Itália

## Obra
Apesar disso sua obra mais conhecida é o Compêndio de O Capital conhecido também como O Capital uma leitura popular. Esta obra pode ser lida, online, na livraria anarquista. Marx pessoalmente elogiou esse resumo destinado à classe operária italiana (no tempo em que ainda não havia sido lançado O Capital em italiano), sendo pequeno e de fácil compreensão para as camadas populares e acadêmicos que querem ter um primeiro contacto com as ideias mais gerais.
Demonstrando um impressionante poder de síntese, Cafiero define em um parágrafo o que é mais-valia absoluta, em outro a mais-valia relativa, dedica mais alguns parágrafos explicando melhor cada uma delas e apresentando de suas diferenças básicas. Dessa forma resume em poucas páginas o trecho de aproximadamente 150 páginas do Capital em que Marx trata da mais-valia e assuntos relacionados.

## Participação na Internacional
Foi correspondente da secção de Nápoles, fundada em 1868 e fechada em 1871 por decreto ministerial, e logo reconstruída com sua ajuda.
No ano de 1872 aconteceram disputas internas dentro da Internacional, tendo como resultado a imposição da autoridade do Conselho Geral. Os internacionalistas da Itália não enviaram delegados, mas Cafiero participou de forma independente. No mesmo ano é fundada a Federação Italiana da Internacional, que rompe com o Conselho Geral de Londres, no congresso de Rímini, presidido por Carlo Cafiero.

## La Baronata
Cafiero gastou grande parte da fortuna herdada do pai na construção da mansão "La Baronata", localizada perto de Locarno na Suíça, que serviu de abrigo para Bakunin e outros militantes, comunistas ou anarco-comunistas.